# Крутицкий теремок
Крути́цкий теремо́к — двухэтажное здание, включающее святые ворота и помещение над ними. Было построено в 1693—1694 годах и являлось частью Крутицкого подворья.
Строение соединяло митрополичьи палаты с настенными переходами, ведущими в Успенский собор. Архитектор проекта Ларион Ковалёв, майоликовую отделку фасада изготовили Осип Старцев и его сын Иван. С 2001 года здание находится в ведомстве Синодального отдела по делам молодежи.

## История

### Строительство
Большинство искусствоведов считают, что передние ворота с Крутицким теремком были возведены в конце XVII века. Это предположение основано на сохранившемся судебном разбирательстве между стряпчим Подонского митрополита Сидором Бухваловым и Осипом Старцевым, который изготовлял изразцы для отделки здания. Из документа следует, что строительство началось весной 1693 года и закончилось осенью 1694-го. Обвинитель утверждал, что Старцев вместе с сыном Иваном поставил 1170 плиток вместо обещанных 2000. Предположительно, недопонимание возникло из-за неверного подсчёта изразцов, но исход дела не сохранился. В протоколе также отмечено, что ремесленники подготовили четыре окна, три резных каменных столба, пять больших и шесть малых капителей. В иске не указан фактический зодчий проекта, однако большинство историков называют Лариона Ковалёва, который выступал на суде экспертом.
Известно, что в момент строительства Старцев находился в Смоленске и Киеве, поэтому его работа на подворье ограничивалась проектированием и подготовкой майоликового узора. Существует также предположение, что в отделке принимал участие мастер изразцовых дел Степан Иванов по прозвищу «Полубес».
Некоторые исследователи считают, что в 1694 году Крутицкий теремок был только отреставрирован, а саму постройку датируют XV-XVI веками. В основе этой теории лежат особенности убранства, которые нехарактерны для конца XVII века. Отдельно отмечают уникальные росписи ворот, изображающие Ветхий денми и Благое Молчание, а также керамические плитки, украшенные в восточно-русском стиле. Однако существует мнение, что этот вывод может быть ошибочным из-за недостаточных представлений о развитии изразцового искусства.

### Использование
Крутицкий теремок являлся частью митрополичьих палат и соединял их с настенными переходами, ведущими в Собор Успения Пресвятой Богородицы. Он был построен поверх каменных ворот с двумя въездами, которые служили главным входом на подворье. По преданию, в летние месяцы из окон этого здания митрополиты приветствовали и благословляли народ, раздавали милостыню нищим и любовались видами Москвы.
В 1737 году здание пострадало от Троицкого пожара. Была утеряна крутая черепичная кровля, соответствовавшая стилистике дома, её заменили плоской железной крышей. Сильно повреждённые фрески на воротах были частично забелены известью, а один из проходов заложен.
В 1788-м Крутицкую епархию упразднили и подворье перешло в военное ведомство. Большую часть зданий перестроили под казармы и тюрьму, а надвратный теремок долгое время оставался пустующим. Территория снова пострадала от пожара 1812 года. В 1838-м наследник престола великий князь Александр Николаевич выразил желание восстановить исторический комплекс. Реставрацией занялись в 1867—1868 годах по проекту и под наблюдением архитектора Дмитрия Чичагова; во время работ теремок был отремонтирован и приведён в первоначальное состояние. Очередной ремонт настал в 1913 году — отремонтировали облицовочное покрытие, кровлю; заказ выполнялся артелью художников-гончаров «Мурава» под руководством архитекторов, назначенных Московским Археологическим Обществом.
С 1842 года Крутицкий двор находился в ведомстве Московского внутреннего гарнизонного батальона, а с 1904-го на этом месте расположилось подразделение 12-го гренадёрского Астраханского полка.
После революции постройки были частично перестроены под жилые помещения. В 1947—1960-х годах проходила масштабная реконструкция подворья под руководством Петра Барановского. Он выровнял покосившееся здание теремка, укрепил переходы, осуществил работы по вывешиванию и подведению фундамента. Были отреставрированы живопись, а также керамическое покрытие фасада и кровли.
Восстановление облика Крутицкого подворья осложнялось использованием построек под хозяйственные и жилые нужды. Только в 1966 году архитектурный ансамбль с теремком был признан объектом культурного наследия, а в 1982-м передан в ведомство Государственного исторического музея.
С 2017 по 2021 год прошла очередная реставрация по благословению настоятеля Крутицкого Патриаршего подворья епископа Истринского Серафима.
Вновь изготовленные кованые ворота (по фото XIX века) были установлены в сентябре 2018 года.

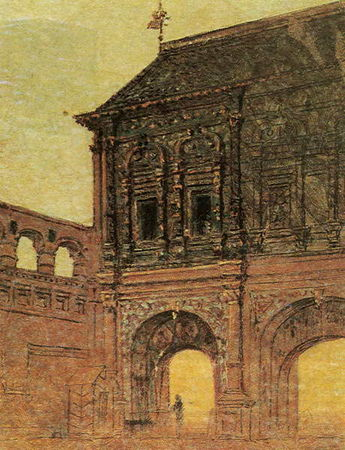
Эскиз В. Верещагина, конец XIX в.
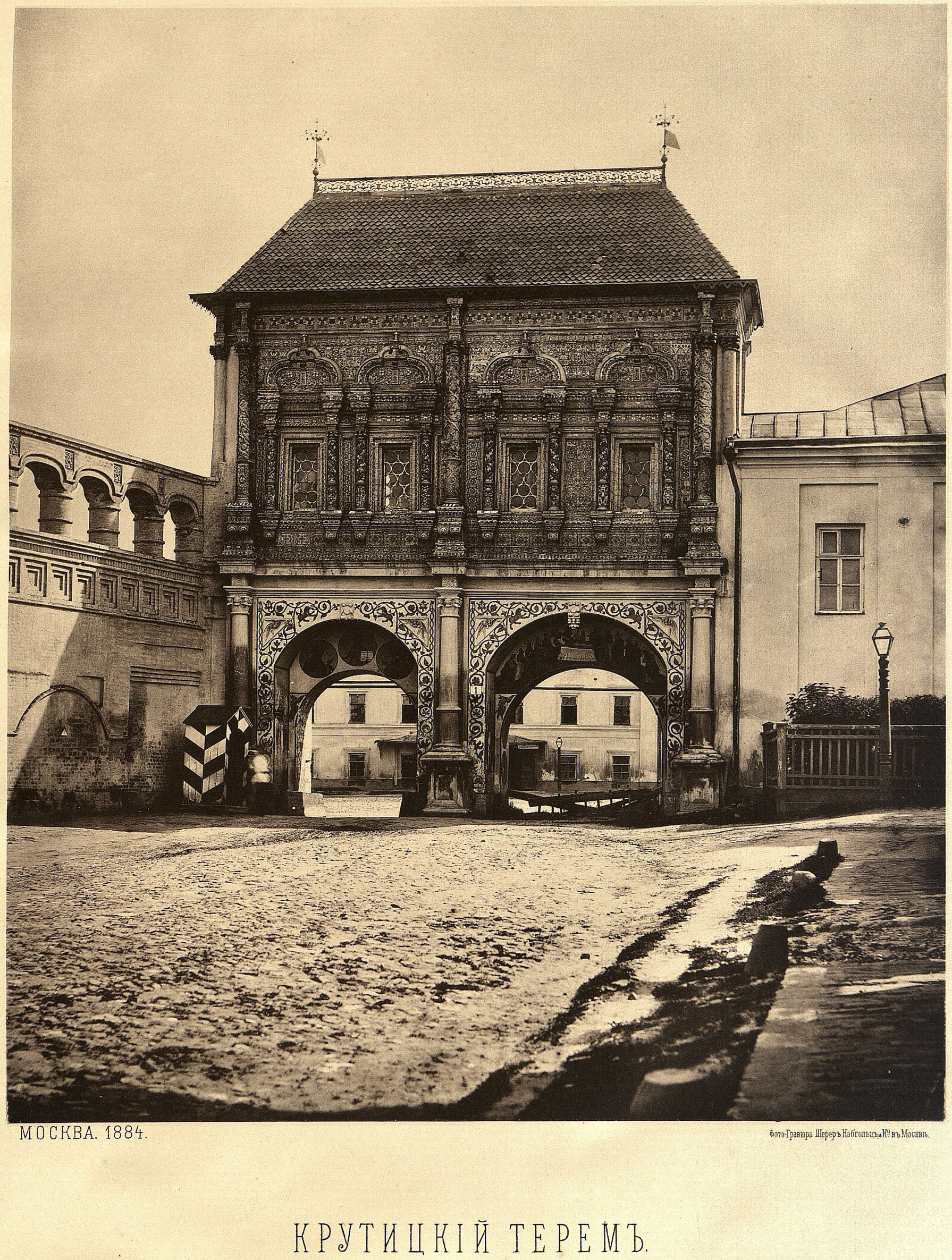
Крутицкий терем, 1884 год
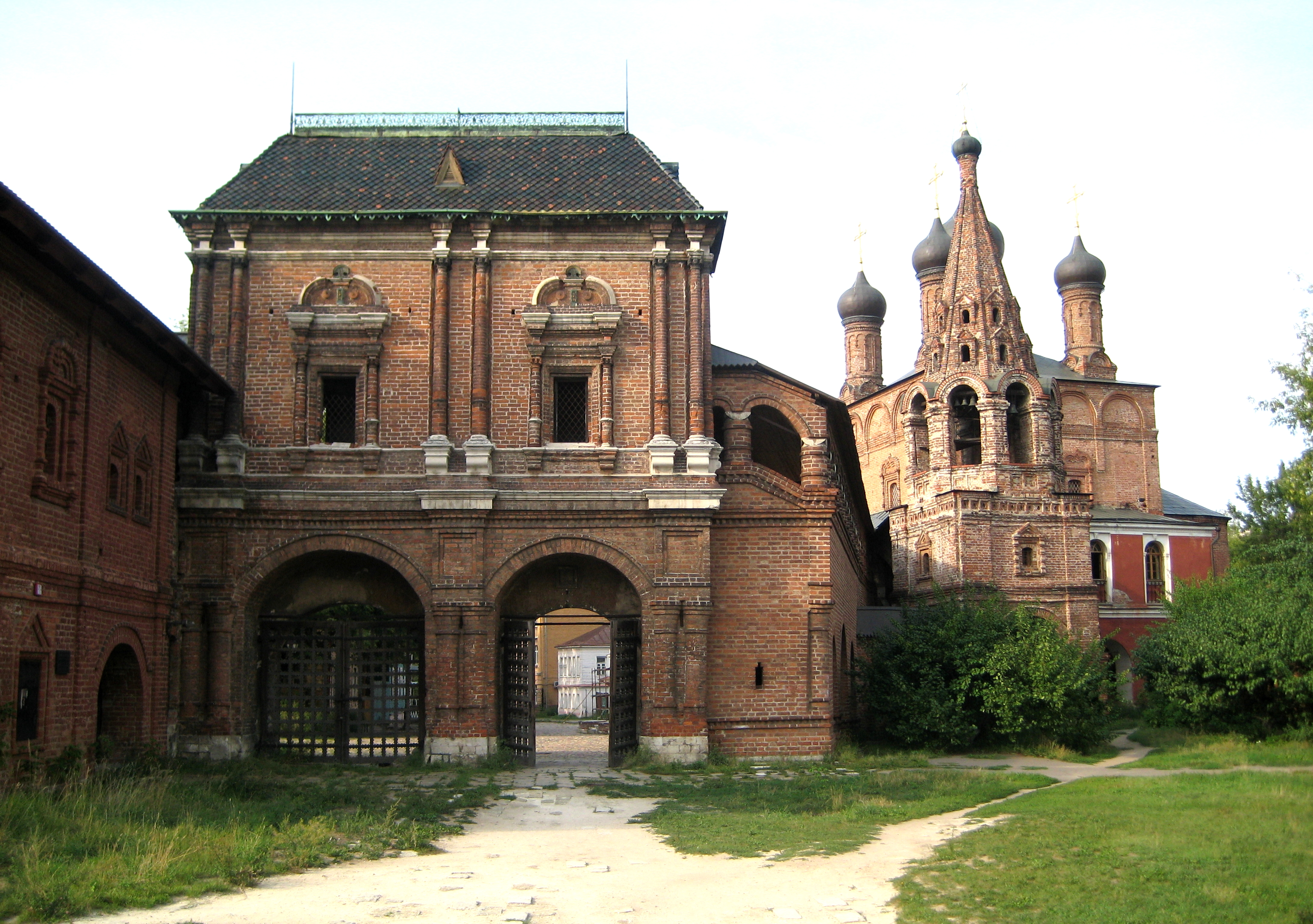
Вид на Крутицкий теремок со стороны подворья, 2011 год
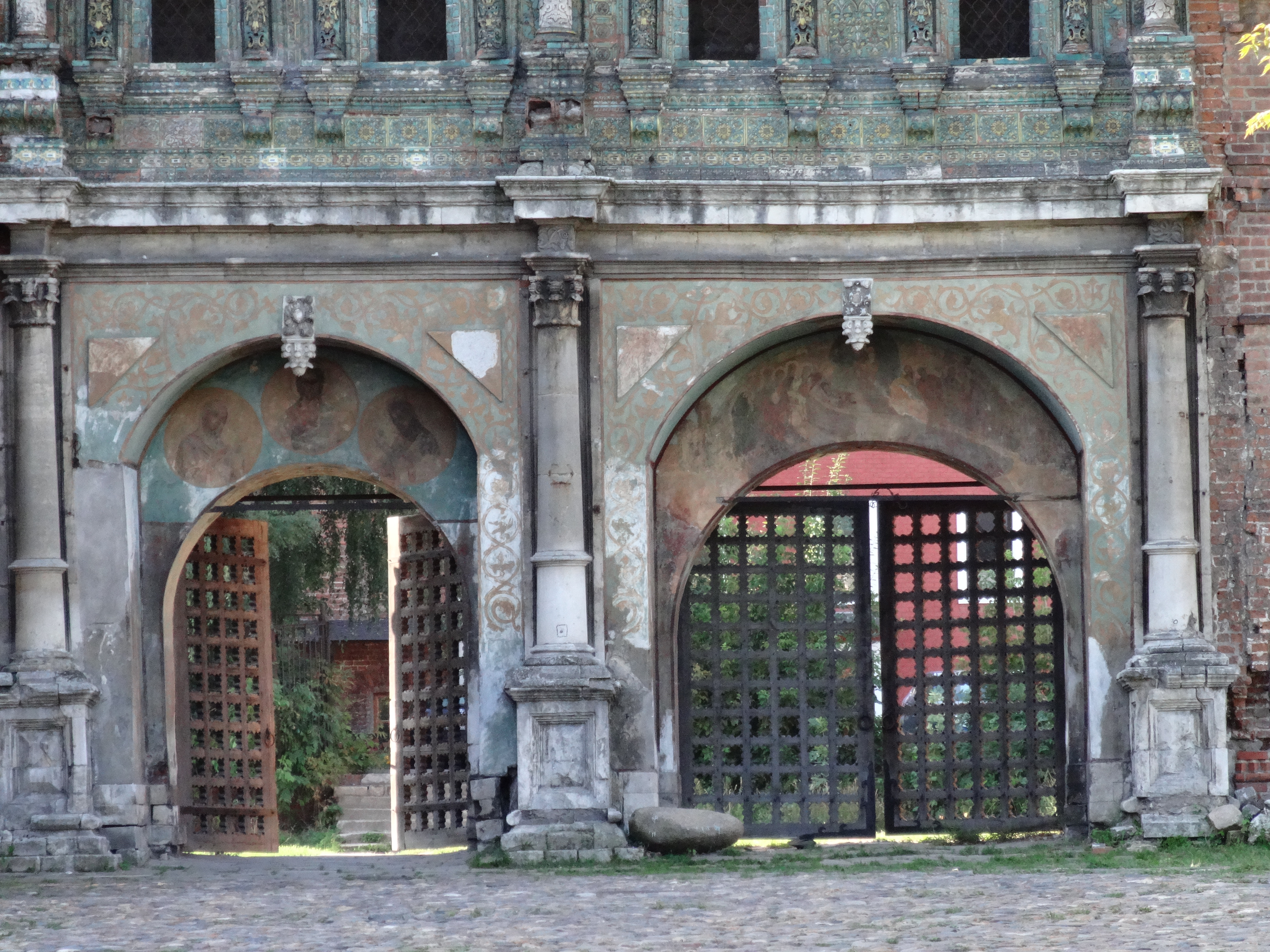
Фрески святых ворот, 2014 год
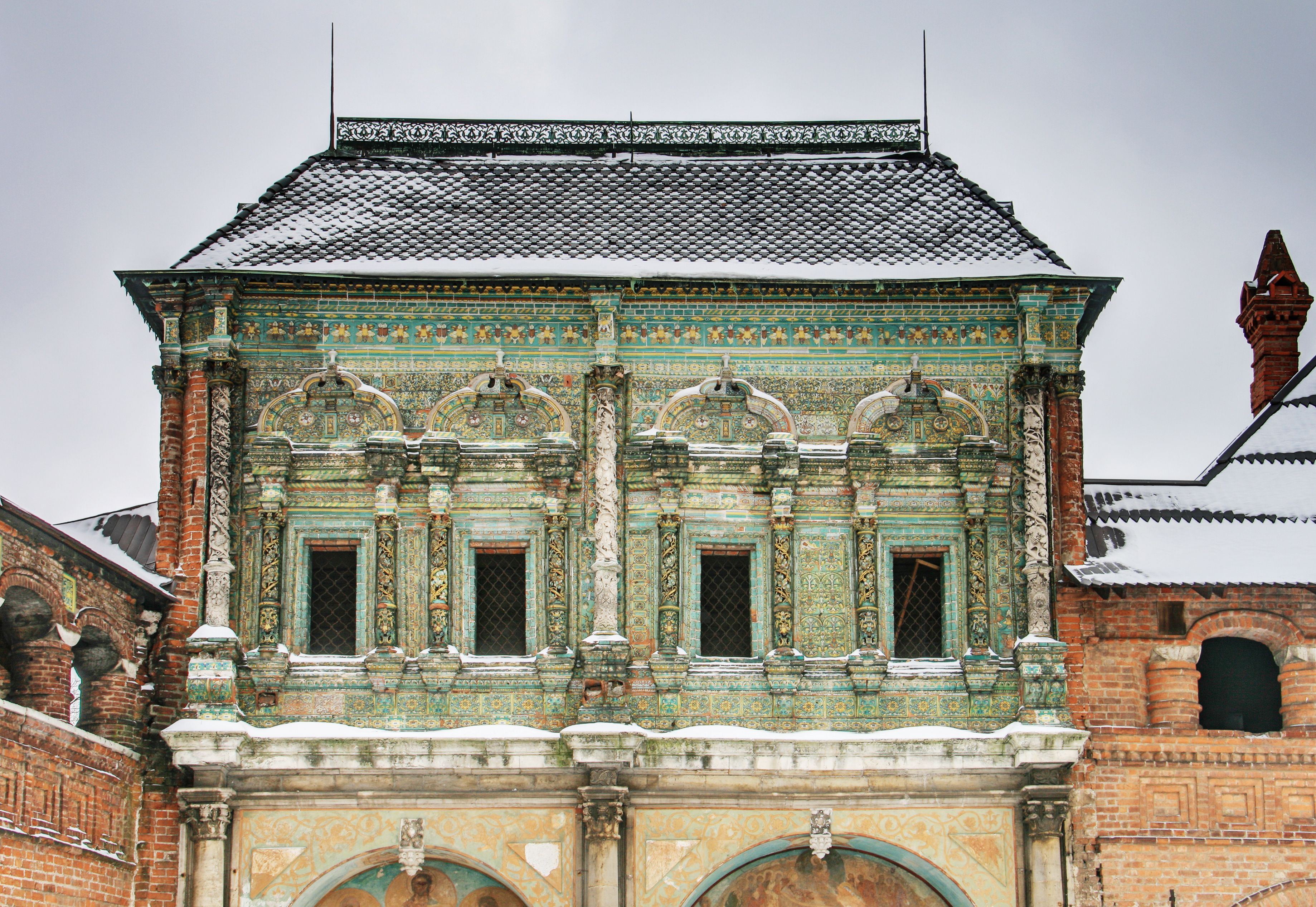
Майоликовое убранство второго этажа, 2017 год
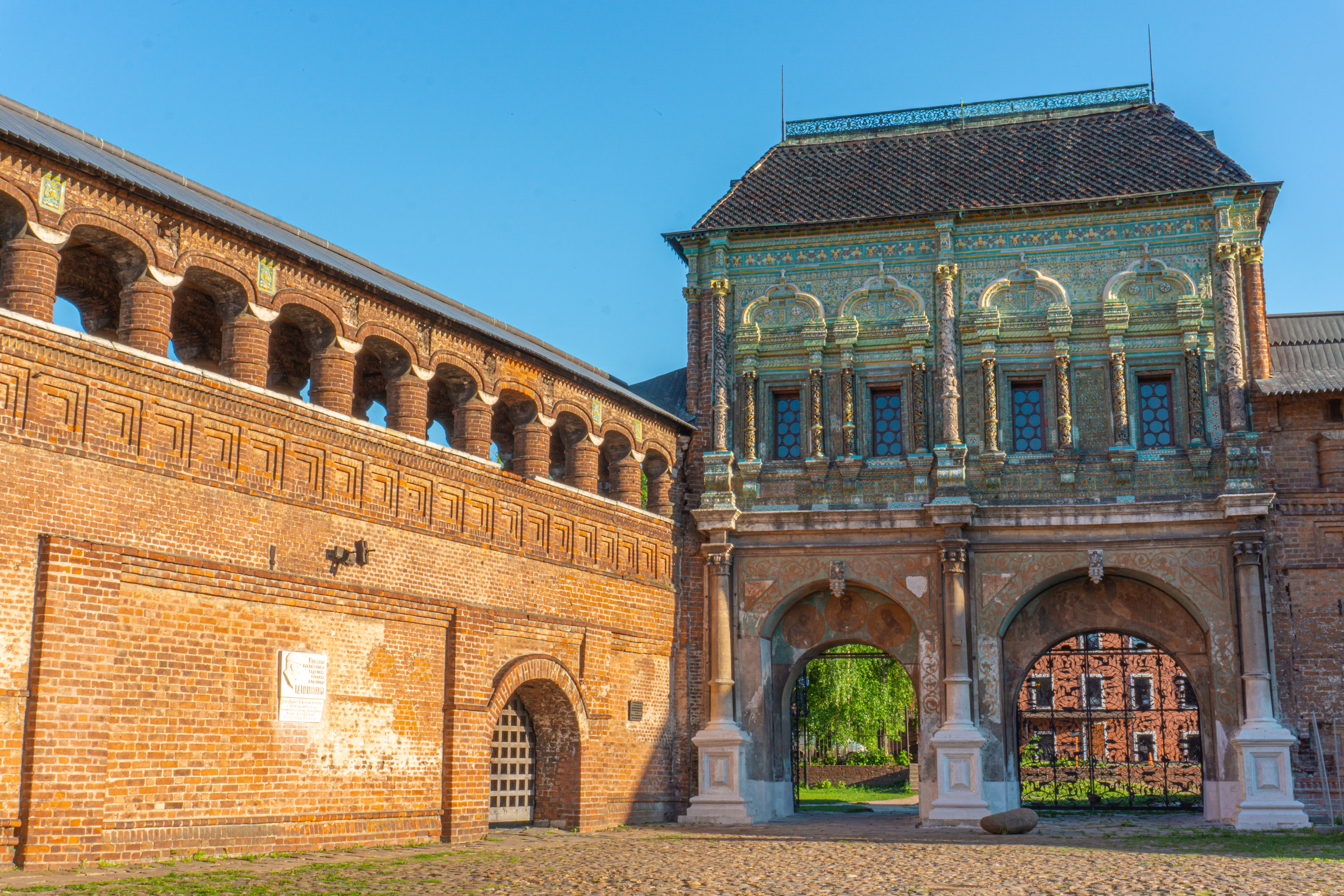
Ансамбль Крутицкого подворья, 2019 год

## Современность
С 1991 года в комплексе располагалось подворье Московского патриарха, с 2001-го на его территории организован Синодальный отдел по делам молодёжи. Постепенно исторические постройки возвращали в ведение религиозных служб. В 2004 году РПЦ были переданы Успенский собор, Крутицкий теремок и настенные переходы. Летом 2017-го начались ремонтно-реставрационные работы надвратного теремка и прилегающего участка ограды.

## Архитектура
Кирпичный теремок возвышается над воротами из белого камня. Его северный фасад обильно украшен майоликовыми поливными изразцами, в то время как внутренняя сторона оставлена без отделки. Особое значение в облике здания приобретают наличники, сандрики и венчающие карнизы. Они создают нехарактерный тип членения фасада, за счёт которого внешний облик дома лишён массивности и смотрится гармонично.
Терем инкрустирован изразцами в синих, зелёных и жёлтых оттенках, которые выгодно смотрелись на фоне пышных садов подворья, посаженных в конце XVII века. Среди узоров преобладает растительный орнамент: верхний карниз украшен стилизованными изображениями ягод, а вдоль резных колонн вьются виноградные лозы. Эти мотивы успешно копируют традиционную резьбу по дереву и отличаются особым мастерством исполнения. Но в убранстве также присутствуют несвойственные русскому декору изображения: лапы с мечами и маски животных.